# Gebrauchsschrift

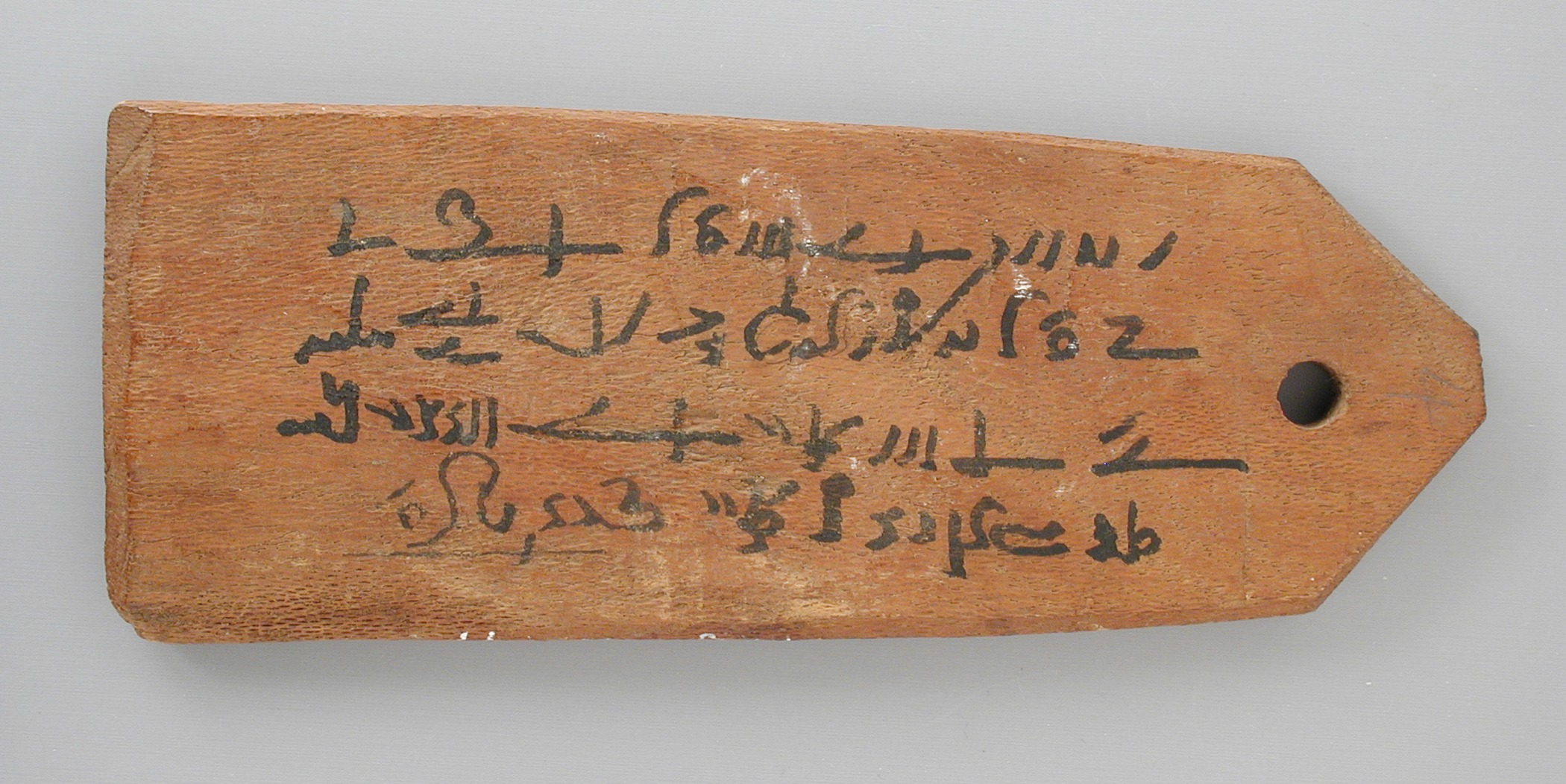
Demotische Schrift auf dem Holz-Etikett einer Mumie

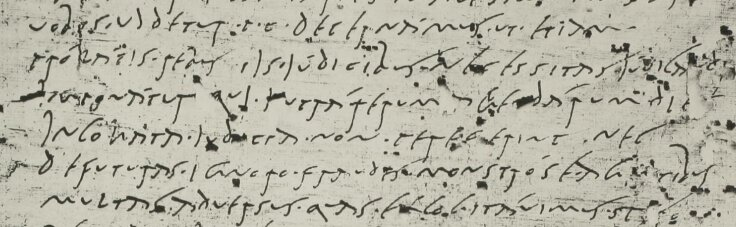
Ältere römische Kursive, 1. Jahrhundert n. Chr.

Eine Gebrauchsschrift, Alltagsschrift, Bedarfsschrift oder Verkehrsschrift bezeichnet in der Paläografie eine handgeschriebene Schrift, die in einer bestimmten Schriftkultur für den Gebrauch im Alltag, etwa für Notizen oder Briefe, weit verbreitet war oder ist. Der Begriff der Gebrauchsschrift überlappt teilweise mit dem Begriff der Geschäftsschrift, der Schriften für den geschäftlichen Einsatz bezeichnet. Beide Begriffe werden vorrangig dort verwendet, wo in der gleichen Sprach- und Schriftkultur andere, formalere Schriften für andere Zwecke verwendet wurden – etwa Buchschriften, Urkundenschriften oder Kanzleischriften.

## Merkmale

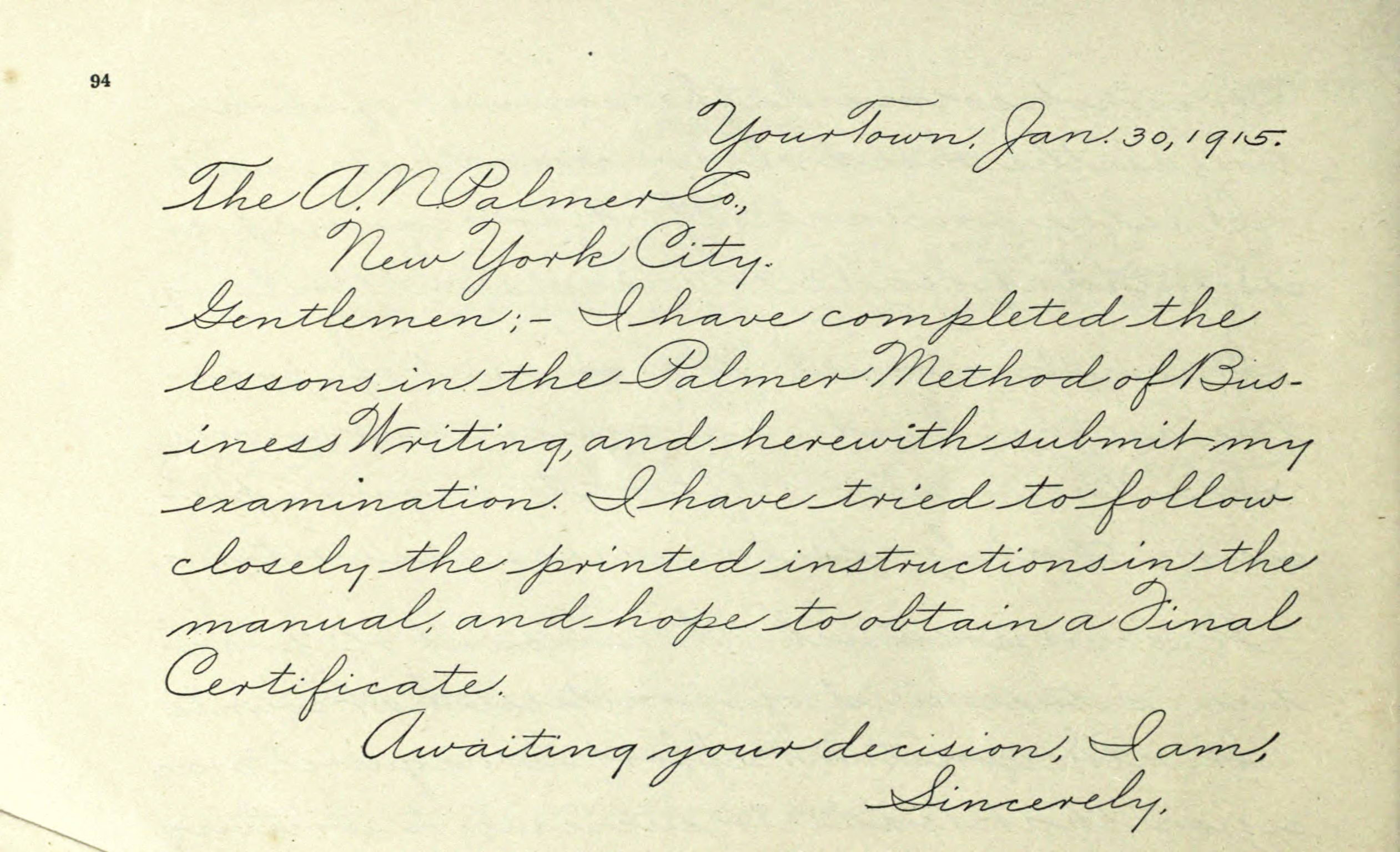
Schriftbeispiel der Palmer-Methode, die im ausgehenden 19. und 20. Jahrhundert in den USA eine weit verbreitete Gebrauchs- und Geschäftsschrift wurde. Sie hat allerdings einen konkreten Urheber und ist stark kanonisiert. Somit ist sie weniger individuell und variationsreich als andere Gebrauchsschriften.

Gebrauchsschriften sind üblicherweise schnell zu schreiben, schmucklos und funktional. Sie haben beispielsweise keine Zierabschlüsse wie etwa Serifen oder Quadrangeln. Im Regelfall zählen sie zu den Schreibschriften (Kursiven), aber nicht alle Gebrauchsschriften sind Schreibschriften und nicht alle Schreibschriften sind auch Gebrauchsschriften. Kalligrafische Ästhetik spielt für Gebrauchsschriften kaum eine Rolle. Für sie ist wichtig, dass sie im praktischen alltäglichen Einsatz einen brauchbaren Kompromiss zwischen leichter und zügiger Schreibbarkeit und Leserlichkeit darstellen.
Ligaturen sind häufige Merkmale von Gebrauchsschriften. Sie beschleunigen das Schreiben. Bei Innenligaturen werden Teile, aus denen Buchstaben zusammengesetzt sind, einzügig verbunden. Bei Außenligaturen werden aufeinanderfolgende Buchstaben einer Silbe oder eines Wortes verbunden.
Gebrauchsschriften haben typischerweise keinen einzelnen Urheber. Sie haben in ihrer jeweiligen Schriftkultur eine lange Entwicklung durchgemacht und eine weite Verbreitung erfahren. Der Kanon einer solchen Schrift – damit wird eine standardisierte Form der Buchstaben bezeichnet – stellt lediglich eine Richtschnur dar. Konkrete Handschriften weisen stets deutliche individuelle Merkmale des Schreibers auf.

## Beispiele
Beispiele für Gebrauchsschriften sind:
- die hieratische Schrift (im Unterschied zu den ägyptischen Hieroglyphen),
- die demotische Schrift, die zunächst als Kanzleischrift aus dem Hieratischen abgeleitet wurde und dann zur Gebrauchsschrift in Ägypten wurde,
- die ältere und die jüngere römische Kursive (im Unterschied zur Capitalis),
- die gotische Kursive (im Unterschied zur gotischen Minuskel),
- die humanistische Kursive (im Unterschied zur humanistischen Minuskel),
- die im Maschrek verwendete Ruqʿa (im Unterschied zu anderen Formen der arabischen Schrift),
- die deutsche Kurrentschrift, die lange Zeit im deutschsprachigen Raum die meistverwendete Gebrauchsschrift war, während für besondere, formalere Zwecke die lateinische Schreibschrift oder Druckschrift verwendet wurde.

## Entwicklungen
In einer Gesellschaft mit relativ weit verbreiteter Schriftlichkeit können aus formaleren Schriften kursive Gebrauchsschriften entstehen, indem sie, etwa durch Ligaturen und Vereinfachungen, den Bedürfnissen rascheren und fließenderen Schreibens folgen. Umgekehrt können aus relativ schmucklosen Gebrauchsschriften durch den Prozess der Kalligraphisierung auch wieder neue Buchschriften entstehen. Entwicklungen von Schrift über längere Zeiträume pendeln manchmal mehrfach zwischen den verschiedenen Ansprüchen – Ästhetik, Leserlichkeit, Schreibgeschwindigkeit – hin und her.
Zum Beispiel ist aus der formalen römischen Buchschrift Capitalis quadrata, vermutlich über den Zwischenschritt der Capitalis rustica, die ältere und daraus die jüngere römische Kursive für den Alltagsgebrauch entstanden. Aus letzterer wurde im 5. Jahrhundert durch Kalligraphisierung die Halbunziale und im 8. Jahrhundert die karolingische Minuskel entwickelt, eine formale Buchschrift, die keine Kursive mehr darstellt. Aus dieser entstand (zusammen mit den Großbuchstaben der Capitalis) im Renaissance-Humanismus die humanistische Kursive und aus dieser lateinische Schreibschriften, die sich für rascheres Schreiben im Alltag eigneten. Kalligrafisch ambitionierte Schreibmeister entwickelten diese Schreibschriften wiederum ins Formale und Dekorative weiter, hin zu feinmotorisch herausfordernden Schriften, die neue ästhetische Ansprüche ihrer Zeit befriedigten, aber dafür kaum alltagstauglich sind, während sich im Alltag informellere Schreibschriften etablierten.
| Schrift                               | Formale Schrift | Gebrauchsschrift |
| ------------------------------------- | --------------- | ---------------- |
| Capitalis quadrata                    |                 |                  |
| Capitalis rustica                     |                 |                  |
| Ältere römische Kursive               |                 |                  |
| Jüngere römische Kursive              |                 |                  |
| Halbunziale                           |                 |                  |
| Karolingische Minuskel                |                 |                  |
| Humanistische Kursive                 |                 |                  |
| Formale lateinische Schreibschrift    |                 |                  |
| Informelle lateinische Schreibschrift |                 |                  |

## Casual scripts in der Typografie

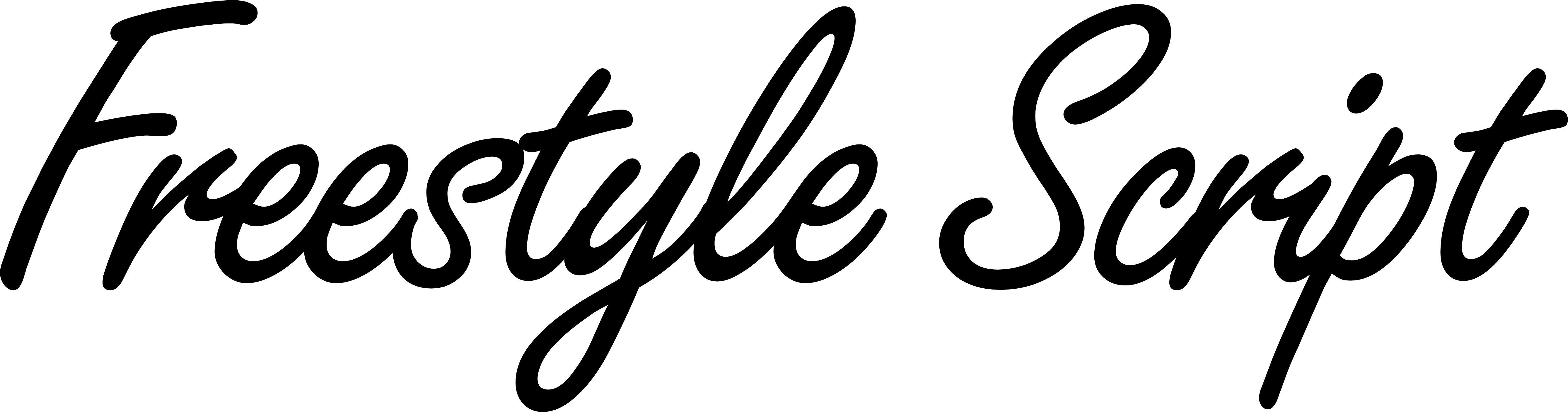
Beispiel der Satzschrift Freestyle Script

Beispiel der Satzschrift Wiesbaden Swing

Seit dem Anfang des 20. Jahrhunderts wurden in der Typografie auch Satzschriften entwickelt, die das Schriftbild alltäglicher, ungekünstelter Handschrift wiedergeben – wenngleich sie bei längeren Texten, also nicht als Akzidenzschrift für nur sehr kurze Texte eingesetzt, aufgrund ihrer perfekten Gleichförmigkeit dennoch in gewisser Weise formal wirken. Diese Schriften werden auf Englisch auch casual scripts genannt, um sie von kalligrafischen, formalen Schreibschriften (formal scripts) zu unterscheiden. Beispiele dafür sind die Schriften Brush Script, Mistral oder Wiesbaden Swing.
DIN 16518 fasst formale und informelle Schreibschrift-Satzschriften in der Schriftklasse der Schreibschriften zusammen.

## Andere Bedeutungen
Der Begriff „Gebrauchsschrift“ wird auch verwendet, um
- eine Schrift zu bezeichnen, die in einer Zeit und Region im üblichen Gebrauch ist, unabhängig von ihren sonstigen Eigenschaften (zum Beispiel Devanagari in Gegenden Indiens),
- in der Typografie eine Satzschrift zu bezeichnen, die in einer bestimmten Zeit und Region in großer Masse für den Gebrauch in Drucksachen verwendet wurde (siehe auch Brotschrift),
- in der Bildhauerei Schriften zu bezeichnen, die dort nicht unter den Begriff der Kalligrafie fallen
- in der Wissenschaftsgeschichte ein Fachbuch zu bezeichnen, das in einer bestimmten Zeit und Region als Standardwerk in weitem Gebrauch stand,
- im Urheberrecht ein Sprachwerk zu bezeichnen, das wegen seiner geringen Individualität keinen Werkcharakter aufweist, etwa eine Gebrauchsanweisung oder ein Formular.

Der Begriff „Geschäftsschrift“ wird auch verwendet, um bestimmte stenografische Schriften zu bezeichnen.
Der Begriff „Verkehrsschrift“ wird auch verwendet, um
- in der Stenografie die Unterstufe der Deutschen Einheitskurzschrift zu bezeichnen,
- Satzschriften zu bezeichnen, die sich gut zur Orientierung im öffentlichen Raum, etwa im Straßenverkehr, eignen, siehe Liste von Verkehrsschriften.